# Kåre
Kåre  è un nome proprio di persona norvegese maschile.

## Varianti
- Maschili: Kaare

### Varianti in altre lingue
- Danese: Kaare
- Faroese: Kári
- Islandese: Kári
- Norreno: Kári[1]

## Origine e diffusione
Continua il nome norreno Kári, che significa "curvo", "ricciuto". Nella mitologia norrena Kári è la personificazione del vento.

## Persone
- Kåre Aasgaard, calciatore norvegese
- Kåre Bjørnsen, calciatore norvegese
- Kåre Hedebrant, attore svedese
- Kåre Ingebrigtsen, allenatore di calcio e calciatore norvegese
- Kåre Kongsvik, calciatore norvegese
- Kåre Rønnes, allenatore di calcio e calciatore norvegese
- Kåre Walberg, saltatore con gli sci norvegese
- Kåre Willoch, politico norvegese

### Variante Kaare

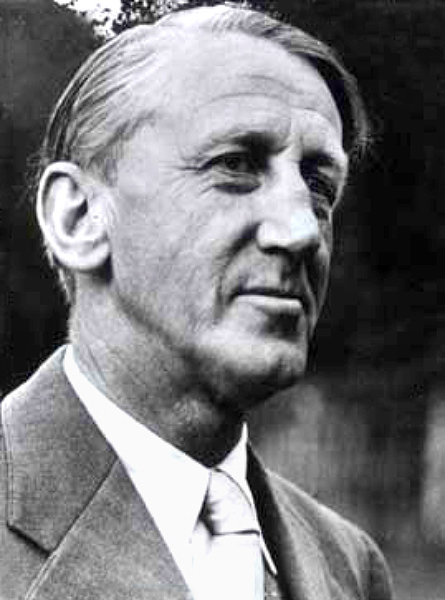
Kaare Klint

- Kaare Engebretsen, calciatore norvegese
- Kaare Klint, designer danese

### Variante Kári
- Kári Árnason, calciatore islandese
- Kári Nielsen, calciatore faroese
- Kári Reynheim, calciatore e allenatore di calcio faroese
- Kári Sölmundarson, soldato vichingo